# پرچم ویتنام
پرچم ویتنام برای اولین بار در ۵ سپتامبر ۱۹۴۵ به رسمیت شناخته شد. به‌عنوان پرچم غیرنظامی و پرچم استان شناخته می‌شود و همچنین دارای تناسب ۲:۳ می‌باشد. این پرچم دارای زمینه قرمز با ستاره زرد در وسط است.

## نمادشناسی
پس زمینه قرمز نماد انقلاب و جانفشانی است. همچنین ستاره طلایی پنج پر نشان دهنده پنج طبقه اصلی در جامعه ویتنام یعنی روشنفکران، کشاورزان، کارگران، کارآفرینان و سربازان می‌باشد.